# Sanshin (Culto)

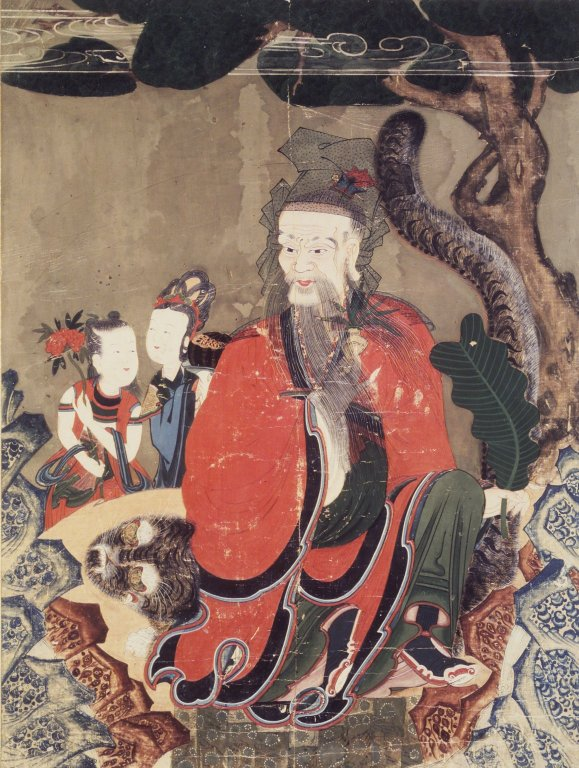
Una representación de Sanshin

Sanshin o Sansin (en Hangul:산신, en Hanja: 山神), o también Sanyeong Daeshin (山靈大神) es una divinidad del chamanismo coreano considerado como el de más alto nivel entre los espíritus. Como la península coreana mayoritariamente es muy montañosa, Sanshin fue el objeto de adoración y culto más importante entre los coreanos en la antigüedad. Desde Gojoseon (a. C. 2332) hasta Joseon (1392-1910), era culto religioso y era costumbre que el gobierno preparara rituales dedicados a Sanshin. En las pinturas Sanshin aparece con tigres y chicos. Las pinturas de Sanshin aún aparecen los templos en las montañas coreanas.
El culto de Sanshin apareció en la etapa en que predominaba la caza  debido a la creencia de que Sanshin es un dios de la naturaleza. En el mito de Dangun que es el iniciador de Gojoseon, se dice que Dangun después de abdicar al trono se transformó en Sanshin.

## Sanshin locales
Comúnmente los Sanshin son dioses locales de montaña en el chamanismo coreano. En Corea, cada templo budista tiene un santuario dedicado llamado sanshingak (coreano: 산신각; Hanja: 山神 閣) para el sanshin local, que generalmente se representa como una figura masculina mayor rodeada de tigres.
El culto a los Sanshin, preponderó en Silla durante la época de los Tres Reinos de Corea en puntos de que la mayoría de los objetos de ritual eran dedicados a estos, basado en la creencia de que los Sanshin defendían al país. Un mito cuenta que 8 Sanshin aparecieron en Poseokjeong (포석정) donde el rey y los nobles hicieron grandes ceremonias para dar noticias de la emergencia nacional de la caída del reino de Silla.
A medidada que el budismo penetró en Corea, comenzó el sincretismo del budismo y chamanismo coreano, apareciendo desde entonces en las escrituras religiosas como una divinidades de los templos.
El equivalente japonés es el Yama-no-Kami (山 の 神; también se pronuncia como yamagami).

## La Abuela Sanshin y la Montaña Fértil
Durante el periodo Joseon, se les llamaba como Samshin o la Abuela Samshin (en Hangul:삼신할머니). Sin embargo en la lectura Hanja es diferente, la lectura de la palabra coreana San  significa montaña,pero también, parto.
La Abuela Samshin se cree que protege a la madre y al bebé, por eso suele estar representada en una pintura o en un amuleto en la pared. 

## Textos
- 《한국민속신앙사전》, 마을신앙 편, 국립민속박물관(2009년판)
- 「한국민간신앙과 문학연구」, 불교의례의 토착화와 민중의 문학, 오출세 저, 동국대학교출판부(2002년, 15~19p, 186~189p)
- 「나는 산으로 간다」, 산신은 주먹 부처는 법, 조용헌 저, 푸른숲(1999년, 67~79P, 231~238p)

- Datos: Q16256547
- Multimedia: Sansin / Q16256547